# Сент Ерблен
Сент Ерблѐн (на френски: Saint-Herblain) е град в Североизточна Франция. Намира се западно от град Нант и представлява най-голямото му предградие. Към 2007 г. населението му наброява около 43 500 души. Общината заема площ от 30 км2.

## Известни личности
- Жан-Марк Еро (р. 1950), политик, кмет на града през 1977-1989

## Побратимени градове
- Казанлък, България
- Уотърфорд, Република Ирландия